# 周忠 (正德進士)
周忠，字良臣，江西广信府贵溪县人，明朝政治人物、进士出身。

## 生平
正德五年庚午科舉人，九年（1514年）甲戌科三甲一百四十七名进士。嘉靖初历任刑部福建司署员外郎事主事，二年（1523年）二月升河南按察司佥事，升副使，平定剧寇王堂之乱，又辅助河道侍郎潘希曾治理漕运有功，历升广东按察使，十二年七月升雲南右布政使，轉任贵州左布政使，嘉靖十四年（1535年）在贵阳城东白云庵旧址建“阳明书院”。後因考察降职，累官至福建左右布政使。